# Mexicaanse trogon
De Mexicaanse trogon (Trogon mexicanus) is een vogel uit de familie Trogonidae.

## Verspreiding en leefgebied
Deze soort komt voor van Mexico tot Honduras en telt twee ondersoorten:
- T. m. clarus: noordwestelijk Mexico.
- T. m. mexicanus: van centraal Mexico tot Honduras.

## Status
De grootte van de populatie is in 2008 geschat op 50.000-500.000 volwassen vogels. Op de Rode lijst van de IUCN heeft deze soort de status niet bedreigd.